# Християн Август Фрідріх Гарке
Християн Август Фрідріх Гарке (нім. Christian August Friedrich Garcke або нім. Friedrich August Garcke, або нім. August Garcke, 25 жовтня 1819 — 10 січня 1904) — німецький ботанік та фармацевт.

## Біографія
Християн Август Фрідріх Гарке народився у Бройнроде 25 жовтня 1819 року.
Гарке вивчав теологію у Галле з 1840 року. Він переїхав до Берліна у 1851 році та був прийнятий на роботу у 1865 році у Ботанічний сад Берліна.
Гарке зробив значний внесок у ботаніку, описавши багато видів насіннєвих рослин.
Християн Август Фрідріх Гарке помер у Берліні 10 січня 1904 року.

## Наукова діяльність
Християн Август Фрідріх Гарке спеціалізувався на насіннєвих рослинах.

## Наукові роботи
- A. Garcke: August Garcke's illustrierte Flora von Deutschland. Zum Gebrauche auf Exkursionen, in Schulen und zum Selbstuntericht. 20., umgearbeitete Auflage. Herausg. von F. Niedenzu. Verlangsbuchhandlung Paul Parey, Berlin 1908.
- A. Garcke: Illustrierte Flora Deutschland und angrenzende Gebiete. 23., völlig neu gestaltete Ausgabe. Herausg. v. K. von Weihe. Verlag Paul Parey, Berlin und Hamburg 1972. ISBN 3-489-68034-0.